# آثار تغير المناخ على دورة الماء
آثار تغير المناخ على دورة الماء عميقة وقد وُصفت بأنها تكثيف أو تقوية شاملة لدورة الماء (وتسمى أيضًا الدورة الهيدرولوجية). وقد لوحظ هذا التأثير منذ ذلك الحين على الأقل عام 1980.  أحد الأمثلة على ذلك هو تكثيف أحداث الهطول الغزير. وهذا له آثار جانبية مهمة على توافر موارد المياه العذبة، فضلًا عن خزانات المياه الأخرى مثل المحيطات والصفائح الجليدية والغلاف الجوي وسطح الأرض. تعد دورة المياه ضرورية للحياة على الأرض وتلعب دورًا كبيرًا في المناخ العالمي ودوران المحيطات. من المتوقع أن يؤدي ارتفاع درجة حرارة الأرض إلى تغيرات في دورة المياه لأسباب مختلفة. على سبيل المثال، يمكن أن يحتوي الغلاف الجوي الأكثر دفئًا على المزيد من بخار الماء الذي له تأثيرات على التبخر وهطول الأمطار. تلعب المحيطات دورًا كبيرًا أيضًا، حيث تمتص 93% من الحرارة. كان للزيادة في المحتوى الحراري للمحيطات منذ عام 1971 تأثير كبير على المحيط وكذلك على الدورة. لتجنب المزيد من التغييرات، أو الأكثر تطرفًا، في دورة المياه، يجب تقليل انبعاثات غازات الاحتباس الحراري.
السبب الأساسي لتكثيف دورة الماء هو زيادة كمية غازات الدفيئة، والتي تؤدي إلى جو أكثر دفئًا من خلال ظاهرة الاحتباس الحراري. تملي الفيزياء أن ضغط بخار التشبع يزداد بنسبة 7% عندما ترتفع درجة الحرارة بمقدار 1 درجة مئوية (كما هو موضح في معادلة كلاوزيوس وكلابيرون).
تعد قوة دورة الماء وتغيراتها بمرور الوقت ذات أهمية كبيرة، خاصة مع تغير المناخ. إن جوهر الدورة الهيدرولوجية الشاملة هو تبخر الرطوبة في مكان واحد وهطول الأمطار في أماكن أخرى. على وجه الخصوص، يتجاوز التبخر هطول الأمطار فوق المحيطات، ما يسمح بنقل الرطوبة بواسطة الغلاف الجوي إلى الأرض حيث يتجاوز هطول الأمطار التبخر، ويتدفق الجريان السطحي إلى الجداول والأنهار ويصب في المحيط، ما يكمل الدورة. تعد دورة الماء جزءًا أساسيًا من دورة الطاقة من خلال التبريد التبخيري على السطح والتسخين الكامن للغلاف الجوي، حيث تلعب أنظمة الغلاف الجوي دورًا أساسيًا في تحريك الحرارة لأعلى.
إذا كان الماء متاحًا، فإن الحرارة الزائدة تذهب في الغالب إلى التبخر، كما يحدث دائمًا في المحيطات، وإلا فإنها تذهب إلى ارتفاع درجة الحرارة. إن توفر المياه بالإضافة إلى قدرة الغلاف الجوي على الاحتفاظ بالماء، والتي تزداد بشكل متناسب مع زيادة درجة الحرارة، تعني أن الماء يلعب دورًا رئيسيًا على المحيطات والمناطق الاستوائية، ولكن أقل بكثير على القارات والمناطق القطبية. وهذا هو سبب سيطرة ارتفاع درجات الحرارة في القطب الشمالي وعلى اليابسة.
العديد من خصائص دورة الماء لديها القدرة على إحداث تغييرات مفاجئة (مفاجئة) في دورة الماء. ومع ذلك، فإن احتمالية حدوث مثل هذه التغييرات خلال القرن الحادي والعشرين تعتبر حاليًا منخفضة.

## ملخص
يؤدي الاحتباس الحراري إلى تغييرات في دورة الماء العالمية. وتشمل أولًا وقبل كل شيء زيادة ضغط بخار الماء في الغلاف الجوي. وهذا يسبب تغيرات في أنماط هطول الأمطار فيما يتعلق بالوتيرة والشدة، وكذلك التغيرات في المياه الجوفية ورطوبة التربة. مجتمعة، غالبًا ما يشار إلى هذه التغييرات باسم تكثيف وتسريع دورة الماء. العمليات الرئيسية التي ستتأثر أيضًا هي الجفاف والفيضانات والأعاصير المدارية والأنهار الجليدية والغطاء الثلجي والظواهر الجوية المتطرفة.

## التقطع في هطول الأمطار
النماذج المناخية لا تحاكي دورة الماء بشكل جيد. أحد الأسباب هو أن هطول الأمطار هو كمية يصعب التعامل معها لأنها متقطعة بطبيعتها. في كثير من الأحيان، يتم أخذ متوسط الكمية فقط في الاعتبار. يميل الناس إلى استخدام مصطلح هطول الأمطار كما لو كان هو نفسه كمية هطول الأمطار. ما يهم في الواقع عند وصف التغييرات التي تطرأ على أنماط هطول الأمطار على الأرض هو أكثر من مجرد المبلغ الإجمالي: إنه يتعلق أيضًا بكثافة (مدى شدة هطول الأمطار أو تساقط الثلوج)، والتردد (عدد المرات)، والمدة، والنوع (ما إذا كان المطر أو الثلوج).

## الأسباب
تؤدي زيادة كمية غازات الدفيئة إلى ارتفاع درجة حرارة الجو. يزداد ضغط بخار تشبع الهواء مع زيادة درجة الحرارة، ما يعني أن الهواء الأكثر دفئًا يمكن أن يحتوي على المزيد من بخار الماء. نظرًا لأن الهواء يمكن أن يحتوي على المزيد من الرطوبة، يتم تعزيز التبخر. ونتيجة لذلك، تؤدي زيادة كمية الماء في الغلاف الجوي إلى هطول أمطار أكثر كثافة.
هذه العلاقة بين درجة الحرارة وضغط بخار التشبع موصوفة في معادلة كلاوزيوس-كلابيرون، التي تنص على أن ضغط التشبع سيزداد بنسبة 7% عندما ترتفع درجة الحرارة بمقدار 1 درجة مئوية. وهذا واضح في قياسات بخار الماء في طبقة التروبوسفير، والتي توفر بواسطة الأقمار الصناعية ومسبار الراديو والمحطات السطحية. استنتج تقرير التقييم الخامس للفريق الحكومي الدولي المعني بتغير المناخ أن بخار الماء في التروبوسفير قد زاد بنسبة 3.5% في الأربعين عامًا الأخيرة، وهو ما يتوافق مع الزيادة الملحوظة في درجة الحرارة البالغة 0.5 درجة مئوية.